# Henry J. Heinz
Henry John Heinz (11 de Outubro de 1844 - 14 de Maio de 1919) foi um empresário americano que fundou a H. J. Heinz Company com sede em Pittsburgh, Pensilvânia. Ele nasceu em Birmingham, Pensilvânia, filho de emigrantes alemães que vieram para os Estados Unidos no início da década de 1840. Heinz transformou o seu negócio numa empresa nacional que fabricava mais de 60 produtos alimentícios e um dos primeiros foi o ketchup de tomate. Ele foi influente na introdução de altos padrões sanitários para a fabricação de alimentos. Ele também exerceu uma relação paternal com os seus trabalhadores, oferecendo benefícios à saúde, instalações de recreação e comodidades culturais. Heinz era bisavô do ex-senador norte-americano John Heinz, da Pensilvânia, e, como parte da grande família dos Trumps, um primo de segundo grau de Frederick Trump e primo de segundo grau afastado duas vezes do presidente Donald Trump.

## Início de vida e educação
Henry John Heinz nasceu em Birmingham, Pensilvânia, no dia 11 de Outubro de 1844, filho de emigrantes alemães John Henry Heinz (1811 a 1891), de Kallstadt, Palatinado, Reino da Baviera, e Anna Margaretha Schmidt (1822 a 1899), de Kruspis , Haunetal, Hesse-Kassel. O seu pai emigrou para os Estados Unidos aos 29 anos em 1840, e a sua mãe aos 21 em 1843. Eles casaram-se no dia 4 de Dezembro de 1843, em Birmingham, Pensilvânia, no lado sul de Pittsburgh, onde se conheceram.  Anna Schmidt era filha de um ministro luterano. John Heinz também era luterano. 
Heinz foi criado e confirmado como luterano. Mais tarde na vida, ele também adorou como membro das igrejas Metodistas e Presbiterianas, e trabalhou em estreita colaboração com os Batistas.
Do lado da família da mãe do seu pai, Henry Heinz era primo em segundo grau de Frederick Trump, que emigrou para os Estados Unidos em 1885. Trump foi o antepassado emigrante e o avô paterno de Donald Trump, da cidade de Nova Iorque.

## H. J. Heinz Company
Henry John Heinz começou a embalar alimentos em pequena escala em Sharpsburg, Pensilvânia, em 1869. Lá, ele fundou a Heinz Noble & Company com um amigo, L. Clarence Noble, e começou a comercializar rábano-picante (raiz-forte) embalada. A empresa faliu em 1875. No ano seguinte, Heinz fundou outra empresa, a F & J Heinz, com seu irmão John Heinz e um primo, Frederick Heinz. Um dos primeiros produtos dessa empresa foi o ketchup de tomate.
A empresa continuou a crescer e, em 1888, Heinz comprou as partes dos outros dois sócios e se reorganizou como H. J. Heinz Company, nome que permanece até aos dias de hoje. O slogan da empresa, "57 variedades", foi introduzido pela Heinz em 1896. Nessa época, a empresa estava a vender mais de 60 produtos diferentes. Heinz disse que escolheu "5" porque era seu número da sorte e o número "7" era o número da sorte de sua esposa.
A H. J. Heinz Company foi constituída em 1905, e Heinz atuou como seu primeiro presidente, liderando o cargo para o resto da sua vida. Sob sua tutela, a empresa destacou-se pelo tratamento justo aos trabalhadores e por ser pioneira na preparação de alimentos seguros e higiénicos. Ele forneceu aos seus funcionários atendimento médico gratuito, instalações recreativas tais como ginásios, piscinas e jardins e oportunidades educacionais tais como bibliotecas, concertos gratuitos e palestras. Heinz liderou um esforço bem sucedido de lobby em favor da Pure Food and Drug Act em 1906. Durante a Primeira Guerra Mundial, ele trabalhou com a Food Administration.
Ele foi director de muitas instituições financeiras e presidente de um comité para desenvolver formas de proteger a cidade de Pittsburgh das enchentes.
Na época da morte de Heinz em Pittsburgh, aos 74 anos, a H. J. Heinz Company tinha mais de 20 fábricas de processamento de alimentos e possuía fazendas de sementes e fábricas de containers. Heinz era o avô de H. J. Heinz II, bisavô do senador americano H. John Heinz III da Pensilvânia e o trisavô de Henry John Heinz IV, André Thierstein Heinz e Christopher Drake Heinz. Outra parente é Teresa Heinz Kerry, viúva de H. John Heinz III, casada com o ex-senador e ex-secretário de Estado dos Estados Unidos John Kerry.

## Casamento e família
Heinz casou-se com Sarah Sloan Young Heinz no dia 3 de Setembro de 1869. Ela era de ascendência escocesa-irlandesa e cresceu na Igreja Presbiteriana. Eles tiveram cinco filhos:
- Irene Edwilda Heinz-Given (1871–1956)
- Clarence Henry Heinz (1873–1920)
- Howard Covode Heinz (1877–1941)
- Robert Eugene Heinz (1882–1882, viveu cerca de 1 mês)
- Clifford Sloan Heinz (1883–1935)

Todos eles foram criados como presbiterianos.
Heinz era um homem de fé. Quando ele visitou a Inglaterra, as suas visitas turísticas incluíram os túmulos dos líderes religiosos John Bunyan, Isaac Watts e John Wesley. Ele visitou uma capela que Wesley fundou, escrevendo mais tarde que "Eu senti que estava em solo sagrado." No início do seu testamento, Heinz escreveu: "Desejo apresentar, bem no início deste Testamento, como o item mais importante nele, uma confissão da minha fé em Jesus Cristo como o meu Salvador."
No edifício da Heinz Company em Pittsburgh está uma estátua de bronze de Heinz criada por Emil Fuchs e dedicada no dia 11 de Outubro de 1924.

## Morte
Heinz morreu na sua casa no dia 14 de Maio de 1919, após contrair uma pneumonia. O seu funeral foi na Igreja Presbiteriana de East Liberty. Ele foi enterrado no Cemitério de Homewood em Pittsburgh, no Mausoléu da Família Heinz.